# Arbaouat
Arbaouat est une commune de la wilaya d'El Bayadh en Algérie.
La commune abrite l'un des plus anciens ksars de la région et compte 4321 habitants en 2008.

## Toponymie
Arbouat est le pluriel de Raboua, est signifie « plaines » en langue arabe.

## Géographie

### Situation
Le territoire de la commune d'Arbaouat se situe au centre de la wilaya d'El Bayadh. Arbouat est située à 110 km au sud d'El Bayadh.
| El Mehara | El Mehara, Aïn El Orak | Kraakda               |
| El Mehara | Arbaouat               | Brezina               |
| El Mehara | El Abiodh Sidi Cheikh  | El Abiodh Sidi Cheikh |

### Localités de la commune
La commune d'Arbaouat est composée de cinq localités :
- Arba Fougani
- Arba Tahtani
- Ouled Sidi Hadj Ben Cheiekh
- Ouled Ziad (en partie)
- Village socialiste agricole Deghaïma et Arba

### Climat
Le climat à Arbaouat, est désertique froid. La classification de Köppen est de type BWk. La température moyenne est de 16.8 °C et la moyenne des précipitations annuelles ne dépasse pas 200 mm.
| Mois                              | jan. | fév. | mars | avril | mai  | juin | jui. | août | sep. | oct. | nov. | déc. | année |
| --------------------------------- | ---- | ---- | ---- | ----- | ---- | ---- | ---- | ---- | ---- | ---- | ---- | ---- | ----- |
| Température minimale moyenne (°C) | 1,6  | 2,5  | 5    | 8     | 12,8 | 18   | 21,5 | 21   | 16,3 | 11,3 | 5,6  | 2,4  |       |
| Température moyenne (°C)          | 6,5  | 8,4  | 11,2 | 15,1  | 19,3 | 25,2 | 28,9 | 28,3 | 23,3 | 16,9 | 11,3 | 7,1  | 16,8  |
| Température maximale moyenne (°C) | 11,5 | 14,3 | 17,3 | 22    | 25,8 | 32,4 | 36,4 | 35,4 | 30,3 | 22,6 | 17   | 11,9 |       |
| Précipitations (mm)               | 17   | 7    | 19   | 19    | 13   | 7    | 3    | 6    | 19   | 22   | 15   | 19   | 166   |

## Histoire

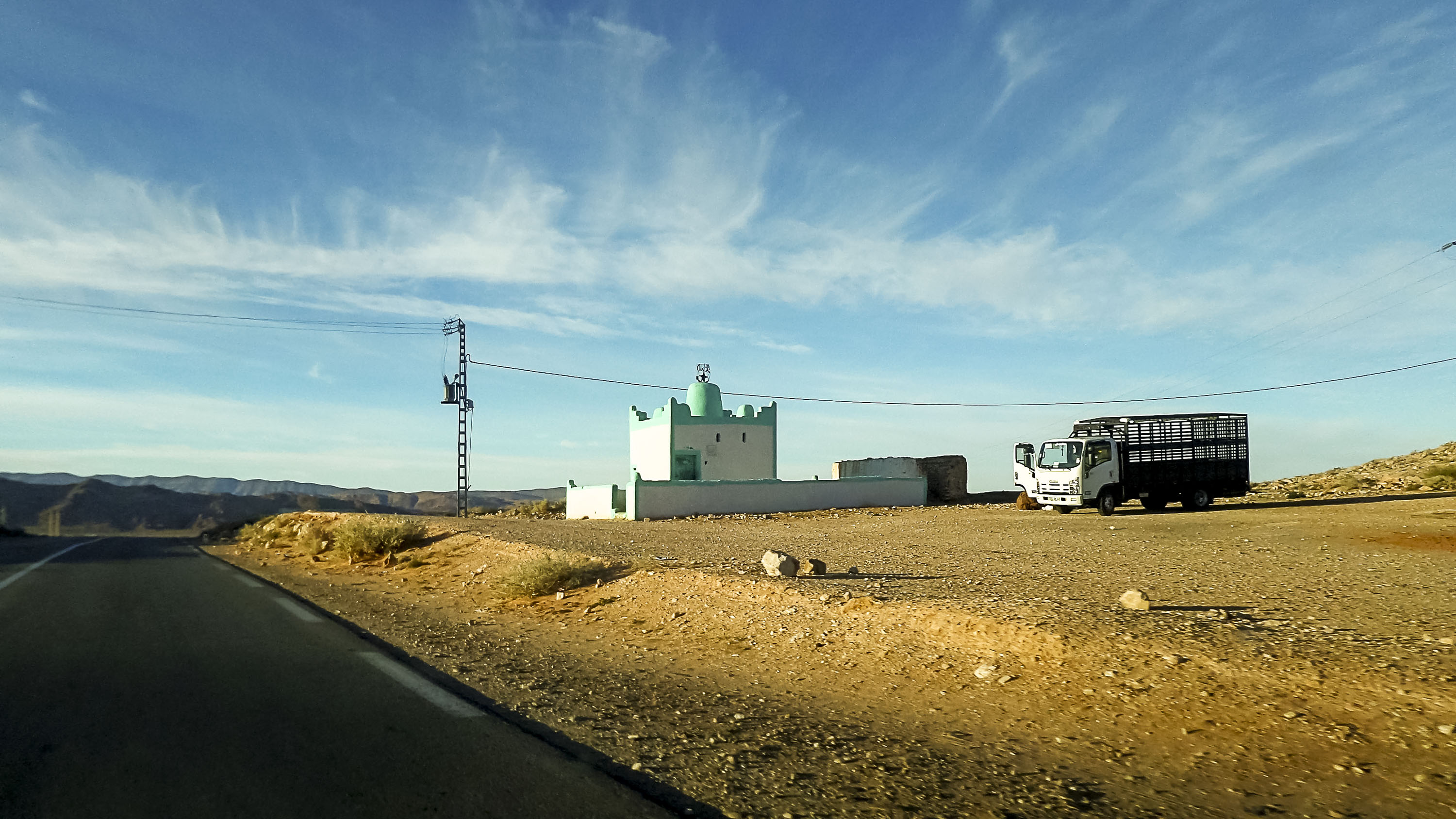
Mausolée de Sidi Slimane Ben Bousmaha, père de Sidi Cheikh.

Le ksar d'Arbaouat est l'un des plus anciens de la région, il date de plus de dix siècles, à l'instar de celui de Boussemghoun et de Chellala.
Selon certaines sources, un certain Maamar Sidi Belalia, est venu de Tunis pour propager la doctrine sunnite. Il a appelé cette région Arbouat. Le ksar avait une dimension religieuse, sociale et économique dans la région.
Selon Hamza Boubakeur, à l'époque zianide, lorsque le saint Sid Ahmad Majdūb s'établit dans les environs d'Arbawet, elle était gouvernée par un délégué d'un chef local kharijite « As Sultan-I-Akhal » (le Sultan noir). Tous les ksours de la région professaient encore le kharidjisme. Le saint et les Arabes nomades vont imposer la doctrine malékite.

## Démographie

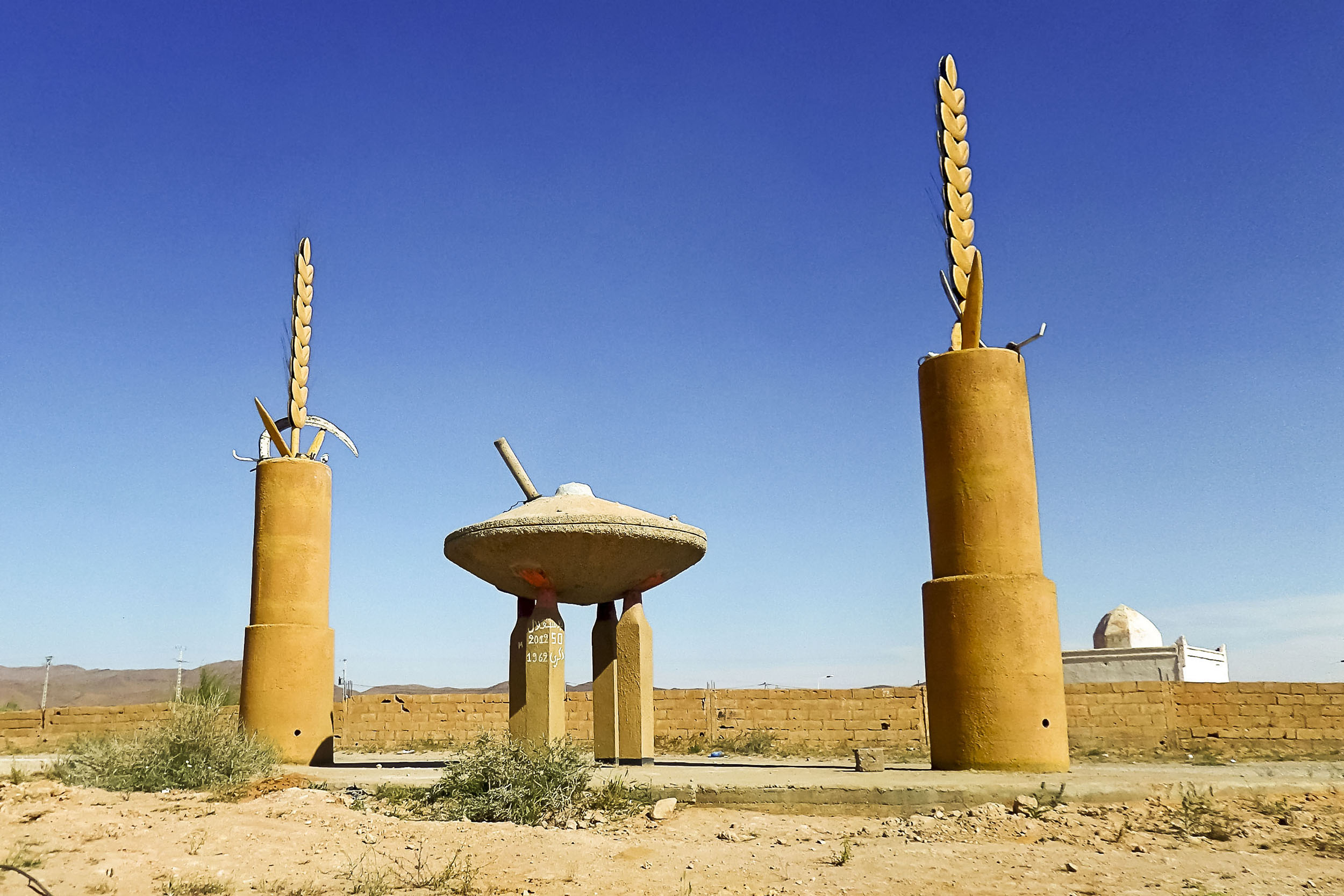
Sculpture à Arbaouat

Selon le recensement général de la population et de l'habitat de 2008, la population de la commune d'Arbaouat est évaluée à 4 321 habitants contre 3 252 en 1998.

## Patrimoine
Le ksar d'Arbaouat a été classé au patrimoine culturel algérien. C'est l'un des plus importants monuments de la wilaya d'El Bayadh.
Le ksar se subdivise en quatre quartiers faits de ruelles menant vers la place principale du centre du ksar, appelé Rahba. Les murs sont construits en argile tandis que la toiture est couverte de feuilles et de racines de palmiers. Il abrite une vieille mosquée et la zaouïa de Sidi Maamar Belalia.

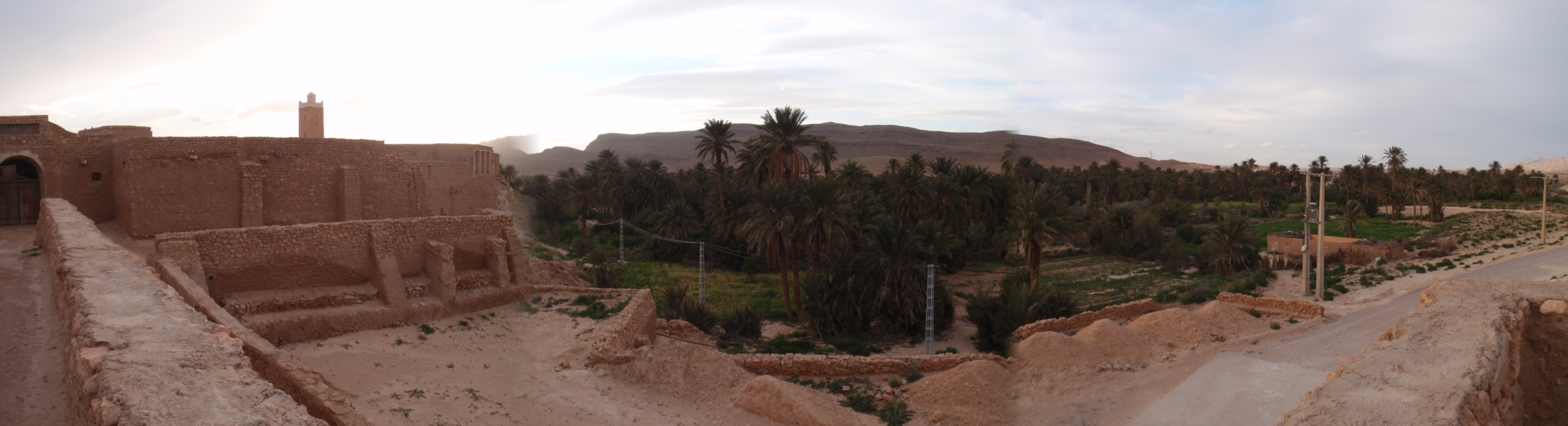
Le ksar et la palmeraie.

## Personnalité liée à la commune
- Sidi Abd el-Qader Ben Mohammed dit « Sidi Cheikh », saint du XVIIe siècle, figure spirituelle de la région, y est né[9].